# Walter Panchyrz
Walter Panchyrz (ur. 28 lutego 1914 w Hajdukach Wielkich, zm. 31 grudnia 1942 w okolicach Wasilewszczyzny) – polski piłkarz.
Panchyrz był wychowankiem Ruchu Chorzów, w którym karierę rozpoczął w 1929 roku. Dwa lata później trafił na rok do ZMP Chorzów, po czym w sezonie 1932 został włączony do drużyny seniorów Ruchu. W jego barwach grał przez siedem lat i zdobył w tym czasie pięciokrotnie mistrzostwo Polski (1933, 1934, 1935, 1936, 1938). W czasie II wojny światowej występował w powołanym przez władze okupacyjne Bismarckhütter Sport Vereinigung.